# Bonnetiaceae
Bonnetiaceae is een botanische naam, voor een familie van tweezaadlobbige planten. Een familie onder deze naam wordt niet zo vaak erkend door systemen voor plantentaxonomie, en ook niet door het Cronquist-systeem (1981).
Het APG-systeem (1998) erkent de familie wel, maar plaatst haar niet in een orde. Het APG II-systeem (2003) plaatst haar in de orde Malpighiales.
In APG gaat het om een kleine familie van hooguit enkele tientallen soorten, in de tropen. In de omschrijving volgens Maguire (1972) is de familie aanmerkelijk groter, maar zijn opvatting heeft niet of nauwelijks navolging gevonden.